# Loches
Loches – miejscowość i gmina we Francji, w Regionie Centralnym, w departamencie Indre i Loara.
Według danych na rok 1990 gminę zamieszkiwały 6544 osoby, a gęstość zaludnienia wynosiła 242 osoby/km² (wśród 1842 gmin Regionu Centralnego Loches plasuje się na 49. miejscu pod względem liczby ludności, natomiast pod względem powierzchni na miejscu 423.).

## Historia
W Loches (dawne miasto rzymskie Leucae) znajdował się klasztor z ok. 500 r. ufundowany przez św. Oursa. W IX wieku znalazł się pod panowaniem rodu Loches by od 886 do 1205 roku znalazł się w rękach dynastii Anjou. W 1205 roku klasztor został zajęty przez króla Anglii, Henryka II oraz jego syna Ryszarda Lwie Serce, a w jego pobliżu został wybudowany zamek królewski.

### Ród z Loches
Pierwszymi znanymi panami w Loches był ród Loches, z którego ostatnia przedstawicielka – Roscille z Loches, była matką Fulka II Dobrego, przedstawiciela panującej na tych terenach dynastii Anjou.
Przedstawicielami rodu byli:
- Adalhard
  - Garnier – hrabia z Loches. Poślubił Tescendę z którą miał córkę:
    - Roscille z Loches – pani na Loches, Villenstras i La Haye. Przed 5 lipca 905 poślubiła Fulka I Rudego, hr. Angers (zm. 942). Jej synem był m.in. Fulko II Dobry.

  - Adalhard – biskup.
- Rajmund (zm. przed lub po 5 lipca 905) – brat Adalharda.

## Galeria zdjęć Loches

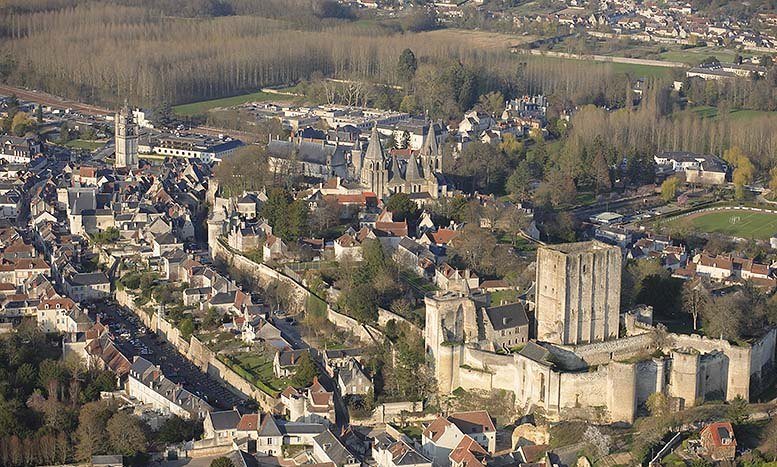
Historyczne centrum miasta
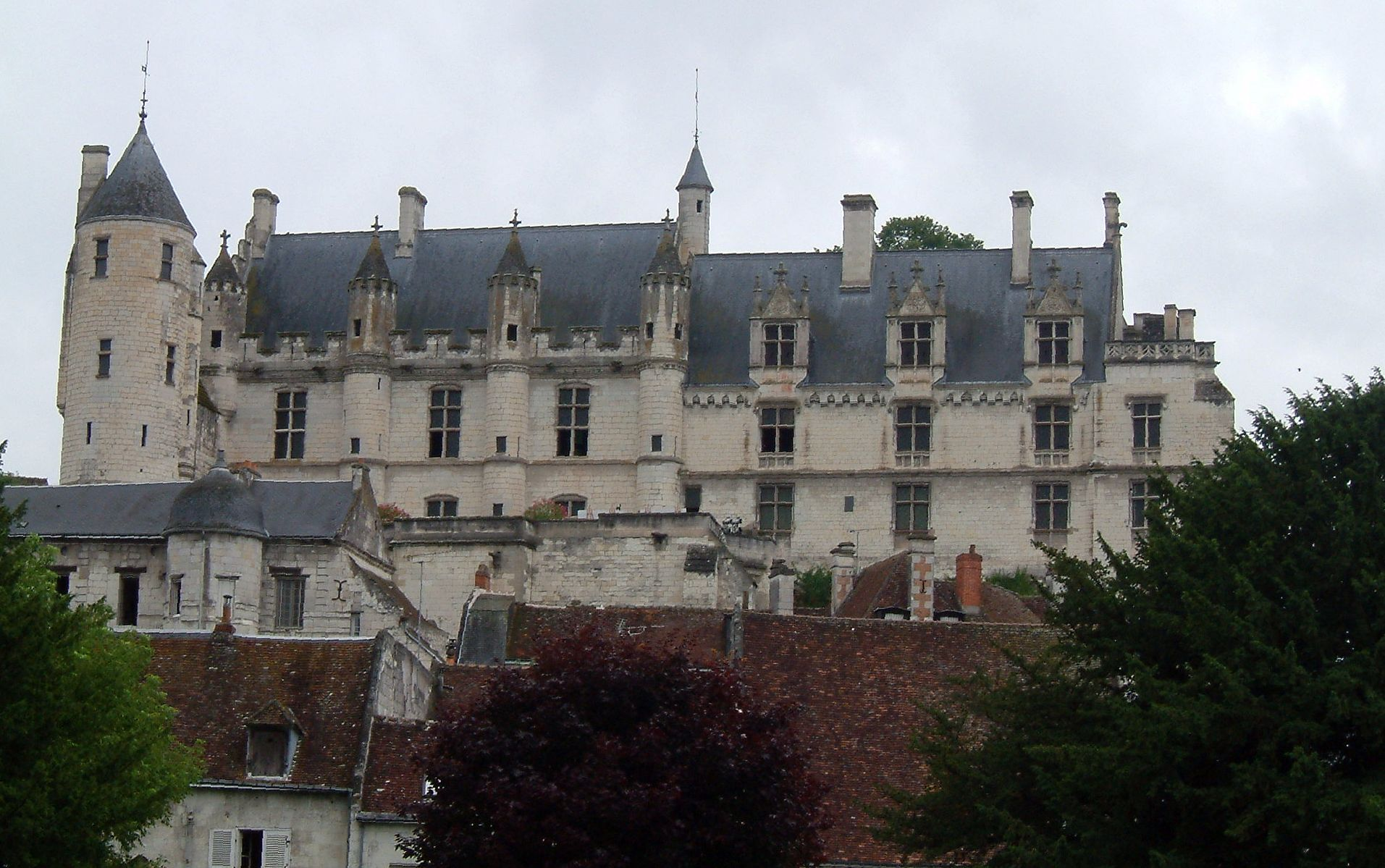
Zamek
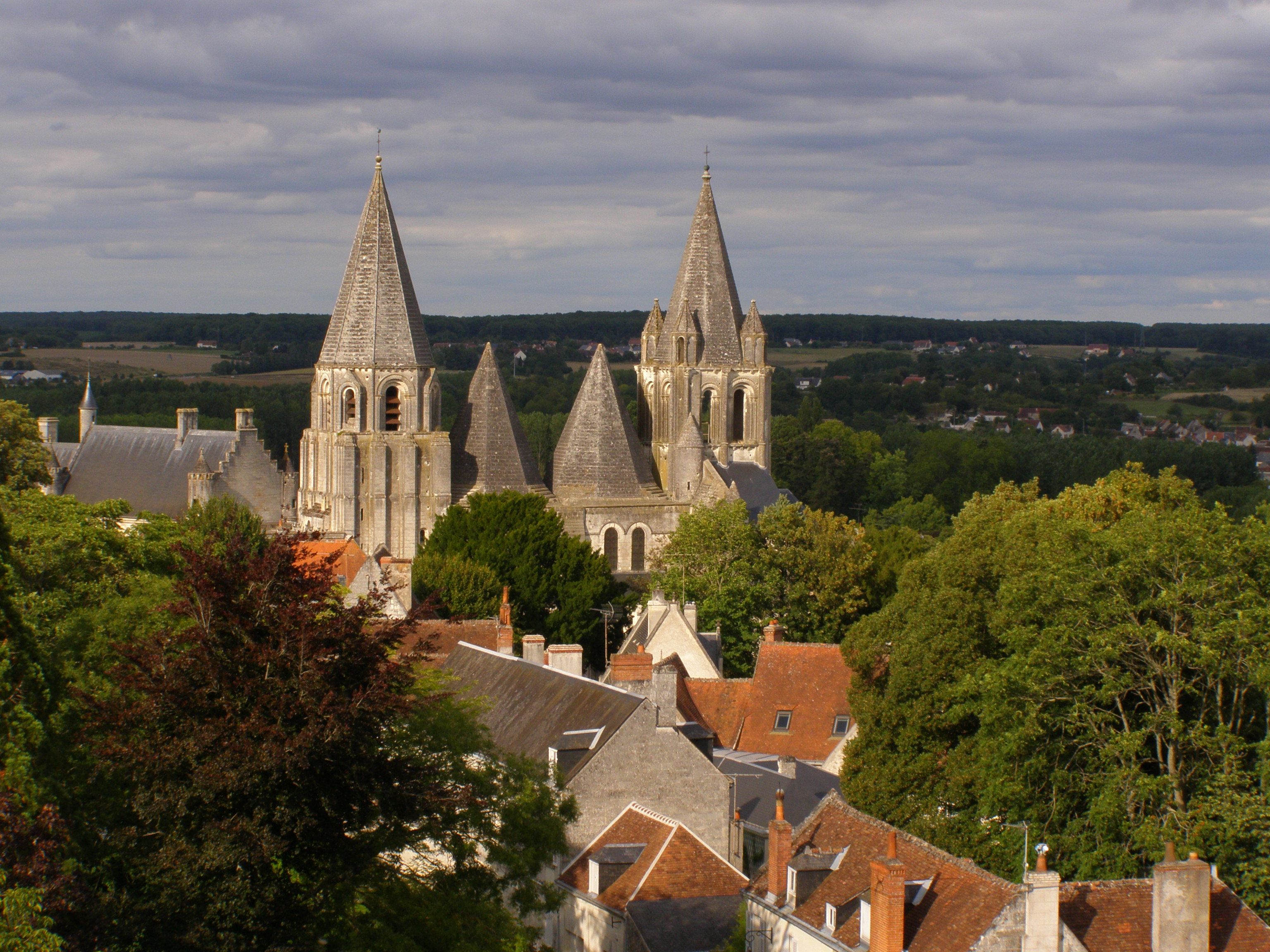
Kolegiata
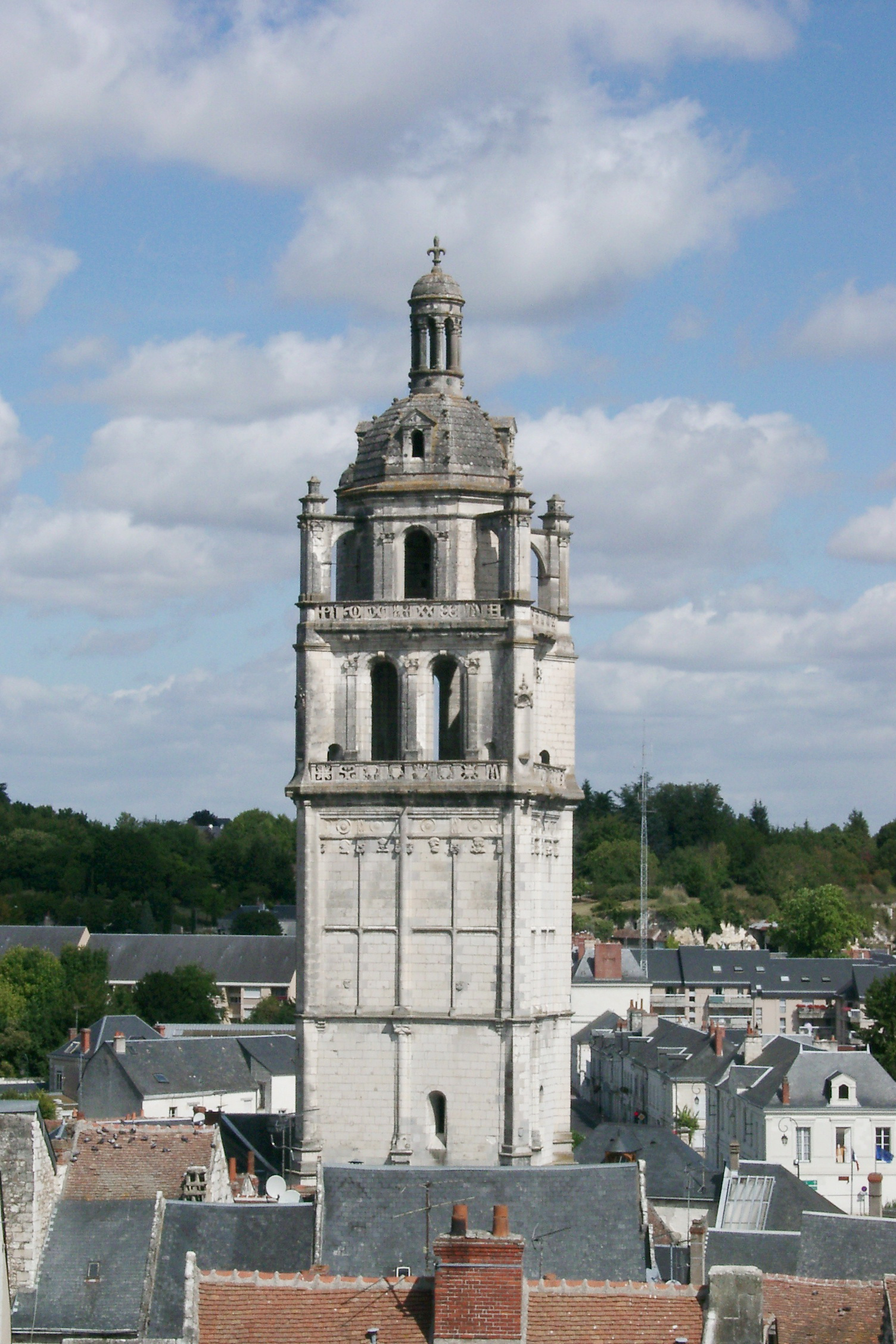
Wieża kościoła St. Antoine